# (73507) 2002 TN220
(73507) 2002 TN220 – planetoida z pasa głównego asteroid okrążająca Słońce w ciągu 4,94 lat w średniej odległości 2,9 j.a. Odkryta 6 października 2002 roku.